# Teddy Park
Park Hong-jun (kor. 박홍준, ur. 14 września 1978), lepiej znany pod pseudonimem Teddy Park oraz TEDDY – koreańsko-amerykański raper, były członek 1TYM, autor piosenek i jeden z najpopularniejszych producentów muzycznych w Azji. Park urodził się w Seulu, w Korei Południowej, jako małe dziecko przeniósł się do Stanów Zjednoczonych wraz z rodziną. Kiedy miał 17 lat, Park i jego najlepszy przyjaciel Danny Im polecieli w wakacje do Korei Południowej na przesłuchanie do YG Entertainment, ówcześnie undergroundowej wytwórni hip-hopowej. Obaj natychmiast podpisali kontrakty, a po ukończeniu szkoły średniej w Stanach, przenieśli się do Korei, aby dalej tworzyć muzykę.
W 1998 roku Park zadebiutował w grupie hiphopowej 1TYM, w której w skład weszli także jego przyjaciele Danny, Jinhwan i Baekyoung. Razem grupa nagrała pięć albumów studyjnych, które spotkały się z umiarkowanym sukcesem w momencie ich wydania. Obecnie ich wpływ znacznie przekroczył ich sprzedaże i 1TYM jest uważana za integralną część koreańskiej historii hip-hopu. Od drugiego albumu, Park został głównym kompozytorem i producentem prawie wszystkich utworów. W wieku 22 lat zaczął pracę jako producent innych artystów z wytwórni, z których większość była o wiele starsza i bardziej doświadczona od niego.
Po tym jak jego kariera w 1TYM zakończyła się w 2005 roku, Teddy Park został wewnętrznym producentem YG Entertainment. Pracował nad debiutanckim albumem 2NE1 i większości dyskografii tego zespołu, wyprodukował większość dzieł Big Bangu, a także takie przeboje jak Passion SE7EN i D.I.S.C.O Uhm Jung-hwa.
Jest jednym z najbardziej płodnych koreańskich producentów muzycznych w ostatnich dwóch dekadach, Park jest plasuje się w górnej trójce najlepiej zarabiających z tantiem od 2009 roku. Jest właścicielem kilku nieruchomości w Seulu i Los Angeles o łącznej wartości ponad 30 mln USD.
W 2016 założył wytwórnię muzyczną THE BLACK LABEL, filię YG Entertainment. Aktywnymi artystami wytwórni są m.in. Zion.T, drugi najlepiej sprzedający się artysta w Korei w 2015 roku po Big Bangu.

## Życie i kariera

### Wczesne lata
Teddy Park urodził się w Seulu, jednak przeprowadził się do Nowego Jorku jako dziecko. Niedługo później jego ojciec został przeniesiony do Diamond Bar w Kalifornii, gdzie uczęszczał do liceum Diamond Bar High School. Tam poznał Im Tae-bina (Danny Im), z którym dzielił zamiłowania do muzyki i rapu. Jeszcze w liceum, podczas wakacji, razem polecieli do Korei Południowej i wzięli udział w przesłuchaniu młodych talentów zorganizowanym przez YG, która w tamtym czasie była mało znaną wytwórnią hip-hopową. Obaj zostali przyjęci, Park miał 17 lat, a Im 16. Po ukończeniu liceum w Stanach obaj przeprowadzili się do Korei. W 1998 roku rozpoczął studia na wydziale języka angielskiego i literatury w Myongji University.

### 1998–2005: 1TYM
W 1998, Park zadebiutował w hip-hopowej grupie 1TYM, w której skład weszli: jego przyjaciel Danny, Jinhwan, Baekyoung i on sam. Razem zespół nagrał pięć albumów studyjnych, które spotkały się z umiarkowanym zainteresowaniem. Współcześnie jednak uważani są za ważną integralną część historii koreańskiego hip-hopu. Od ich drugiego albumu, Park był głównym autorem tekstów oraz producentem prawie wszystkich ich piosenek.
Po wypuszczeniu piątego albumu One Way w 2005 roku, 1TYM ogłosili przerwę w aktywności. Pomimo braku oficjalnego rozwiązania grupy członkowie 1TYM nigdy nie wznowili aktywności.

### Od 2006: Producent YG Entertainment
Począwszy od 2006 roku, Teddy zaczął tworzyć dla swojej wytwórni. Jego pierwszym dużym projektem był utwór „La La La” z albumu Sevolution SE7EN. Wraz z końcem 2006 roku Park zaczął pracować z szybko zdobywającym popularność zespołem Big Bang. W 2008 Teddy przedstawił Yang Hyun-sukowi (prezesowi YG) swojego znajomego z liceum, dziś znanego jako Choice37.
W marcu 2009 roku wyprodukował singel Lollipop, będący kolaboracją grup Big Bang i debiutującymi ówcześnie 2NE1. Piosenka znalazła się na szczycie rankingu muzycznego Gaon Chart. W czasie współpracy z 2NE1, Parkowi zaproponowano pracę z amerykańską gwiazdą Lady Gagą, jednak odrzucił tę ofertę w związku ze zobowiązaniami wobec 2NE1. Skupił się na 2NE1 i brał udział w większości utworów z debiutanckiego minialbumu. Dodatkowo Teddy wyprodukował sporą część solowego albumu Taeyanga – członka Big Bangu, a także wystąpił gościnnie jako raper w piosence G-Dragona The Leaders. Pod koniec tego roku, 10Asia uznało Teddy'ego Parka za "10 people of 2009" za jego wkład w muzykę k-pop.
Teddy Park skomponował główny singel SE7ENa w 2010 r., "Better Together" z minialbumu Digital Bounce. Po zakończeniu pracy nad albumem SE7ENa, Park rozpoczął prace na pierwszym albumem studyjnym 2NE1 To Anyone. Dwa z trzech głównych singli, Can't Nobody i Go Away, zostały skomponowane przez Teddy'ego.
W pierwszej połowie 2013 roku Teddy stworzył hit Lee Hi "Rose", solowy debiut CL "The Baddest Female" oraz debiutancki singel Kang Seung-yoona "WILD & YOUNG".
W 2016 roku skomponował i wyprodukował dwa single Square One i Square Two nowo powstałego girlsbandu Blackpink utworzonego przez YG Entertainment.

## Styl muzyczny i inspiracje
Styl piosenek tworzonych przez Teddy'ego cechuje się mocnym wpływem współczesnego R&B i reggae. Park sam stwierdził, że jego praca nad debiutanckim albumem 2NE1 w dużej mierze zainspirowana była reggae. W kolejnych albumach 2NE1 przeważały gatunki pop i dance music, często z elementami house.